# Charles Forsyth
Charles Eric Forsyth (ur. 10 stycznia 1885 w Chatham, zm. 24 lutego 1951 w Manchesterze) – brytyjski piłkarz wodny, mistrz olimpijski.
Forsyth był częścią brytyjskiej drużyny, która na Letnich Igrzyskach Olimpijskich 1908 w Londynie zdobyła złoty medal. Brytyjczycy w finale pokonali Belgów 8:2, a trzy bramki zdobył właśnie Forsyth.